# Guye
Guye är ett stadsdistrikt i Tangshan i Hebei-provinsen i norra Kina.